# Treillis des sous-groupes

Diagramme de Hasse du treillis des sous-groupes du groupe diédral D8.

En mathématique, le treillis des sous-groupes d'un groupe G est le treillis constitué des sous-groupes de G, muni de l'inclusion comme relation d'ordre partielle. La borne supérieure de deux sous-groupes a et b est le sous-groupe engendré par l'union de a et b et leur borne inférieure est leur intersection.

## Exemple
Le groupe diédral D8 des huit isométries du carré contient dix sous-groupes, y compris D8 lui-même et son sous-groupe trivial. Son treillis des sous-groupes est représenté ci-contre. En bas, le sous-groupe composé de l'identité. Sur la ligne au-dessus, cinq sous-groupes d'ordre 2, engendrés respectivement (de gauche à droite sur la figure) par la symétrie axiale d'axe vertical, celle d'axe horizontal, la symétrie centrale et les deux symétries axiales par rapport aux diagonales du carré. Plus haut, trois groupes composés chacun de quatre éléments (dont, au centre, le groupe cyclique des rotations).
Ce treillis n'est pas modulaire, contrairement au treillis des sous-groupes d'un groupe abélien ou plus généralement, au (sous-)treillis des sous-groupes normaux d'un groupe.